# Безансон (округ)
Округ Безансон (фр. Arrondissement de Besançon) — округ у Франції, в департаменті Ду. 2023 року округ об'єднував 254 муніципалітети, населення становило 252 260 осіб.
Адміністративний центр (супрефектура) — Безансон.

## Муніципалітети
Список муніципалітетів округу та їхні коди INSEE:
1. Аббан-Дессу (25001)
2. Аббан-Дессю (25002)
3. Аббенан (25003)
4. Аванн-Авене (25036)
5. Авілле (25038)
6. Адам-ле-Пассаван (25006)
7. Аїссе (25009)
8. Амансе (25015)
9. Аманьє (25014)
10. Амате-Везіньє (25016)
11. Амондан (25017)
12. Арк-е-Сенан (25021)
13. Бартеран (25044)
14. Баттенан-ле-Мін (25045)
15. Безансон (25056)
16. Бер (25058)
17. Бертланж (25055)
18. Бі (25104)
19. Біан-сюр-Ду (25105)
20. Блар'ян (25065)
21. Боландоз (25070)
22. Бом-ле-Дам (25047)
23. Бонналь (25072)
24. Бонне (25073)
25. Браян (25086)
26. Бреконшо (25088)
27. Брер (25090)
28. Бретіньє-Нотр-Дам (25094)
29. Буклан (25078)
30. Бусьєр (25084)
31. Бюзі (25103)
32. Бюржій (25101)
33. Бюффар (25098)
34. Валлеруа (25582)
35. Валь-де-Рулан (25579)
36. Велем-Ессар (25594)
37. Веніз (25598)
38. Веннан (25599)
39. Вер (25575)
40. Вергранн (25602)
41. Верн (25604)
42. В'єє (25612)
43. В'єторе (25613)
44. Віллар-Сен-Жорж (25616)
45. Вілле-Бюзон (25622)
46. Вілле-Грело (25624)
47. Вілле-Сен-Мартен (25626)
48. Віяфан (25633)
49. Водривілле (25590)
50. Ворж-ле-Пен (25631)
51. Вуаллан (25629)
52. Вуар (25630)
53. Гійон-ле-Бен (25299)
54. Гламондан (25273)
55. Гонденан-ле-Мулен (25277)
56. Гонденан-Монбі (25276)
57. Гонсан (25278)
58. Гранфонтен (25287)
59. Гробуа (25298)
60. Гу-су-Ланде (25283)
61. Гуелан (25279)
62. Гюїан-Дюрн (25300)
63. Даммартен-ле-Тампліє (25189)
64. Даннмарі-сюр-Крет (25195)
65. Девесе (25200)
66. Дезервілле (25199)
67. Делю (25197)
68. Дюрн (25208)
69. Еколь-Валантен (25212)
70. Еманьї (25217)
71. Енан (25221)
72. Епеньє (25220)
73. Етерноз (25223)
74. Етрабонн (25225)
75. Еше (25209)
76. Ешеванн (25211)
77. Євр-Маньї (25312)
78. Євр-Паруасс (25313)
79. Жаллеранж (25317)
80. Жеврезен (25270)
81. Женей (25265)
82. Женн (25267)
83. Жермондан (25269)
84. Кадмен (25106)
85. Кенже (25475)
86. Клерон (25155)
87. Коркондре (25164)
88. Корсель-М'єло (25163)
89. Корсель-Феррієр (25162)
90. Котбрюн (25166)
91. Крузе-Міжетт (25180)
92. Курсель (25171)
93. Куршапон (25172)
94. Кюбрі (25182)
95. Кюбріаль (25181)
96. Кюз-е-Адризан (25184)
97. Кюзанс (25183)
98. Кюссе-сюр-Лізон (25185)
99. Кюссе-сюр-л'Оньон (25186)
100. Ла-Бретеньєр (25092)
101. Ла-Вез (25611)
102. Ла-Тур-де-Се (25566)
103. Ла-Шевійотт (25152)
104. Лаван-Вюїяфан (25331)
105. Лаван-Кенже (25330)
106. Лаверне (25332)
107. Ланан (25324)
108. Лантенн-Вертьєр (25326)
109. Ларно (25328)
110. Ле-Валь (25460)
111. Ле-Граттрі (25297)
112. Ле-Мон-Рон (25375)
113. Ле-Мутеро (25414)
114. Ле-Пюї (25474)
115. Лез-Оксон (25035)
116. Л'Екувотт (25215)
117. Лессе (25323)
118. Лізін (25338)
119. Ло (25339)
120. Ломбар (25340)
121. Ломон-сюр-Крет (25341)
122. Лонжвіль (25346)
123. Л'Опіталь-дю-Гробуа (25305)
124. Люксьйоль (25354)
125. Льєль (25336)
126. Мазероль-ле-Сален (25371)
127. Малан (25359)
128. Мальбран (25360)
129. Маміроль (25364)
130. Маршо-Шодфонтен (25368)
131. Мезандан (25377)
132. Меме (25379)
133. Мере-В'єє (25376)
134. Мерсе-ле-Гран (25374)
135. Мізере-Салін (25381)
136. Міон (25416)
137. Мондон (25384)
138. Монжезуа (25400)
139. Монкле (25383)
140. Монмау (25404)
141. Монрон-ле-Шато (25406)
142. Монсе (25382)
143. Монтаньє-Сервіньє (25385)
144. Монтівернаж (25401)
145. Монтюссен (25408)
146. Монферран-ле-Шато (25397)
147. Монфокон (25395)
148. Морр (25410)
149. Мутьє-От-П'єрр (25415)
150. Нан (25419)
151. Нан-су-Сент-Анн (25420)
152. Нанкре (25418)
153. Незе-ле-Гранж (25417)
154. Новіллар (25429)
155. Нуаронт (25427)
156. Оде (25030)
157. Оллан (25430)
158. Орнан (25434)
159. Осс (25437)
160. Оссель-Рутель (25438)
161. Отешо (25032)
162. Палантін (25443)
163. Паліз (25444)
164. Паруа (25445)
165. Пассаван (25446)
166. Пелузе (25448)
167. Пессан (25450)
168. Піре (25454)
169. Пласе (25455)
170. Пон-ле-Мулен (25465)
171. Пує-ле-Вінь (25467)
172. Пує-Франсе (25466)
173. Пуліньє-Люзан (25468)
174. Пюессан (25472)
175. Пюже (25473)
176. Рансене (25477)
177. Реколонь (25482)
178. Ренн-сюр-Лу (25488)
179. Реньє (25489)
180. Риньє (25490)
181. Риньозо (25491)
182. Ріян (25492)
183. Розе-Флюан (25502)
184. Ромен (25499)
185. Роншо (25500)
186. Роньон (25498)
187. Рош-ле-Бопре (25495)
188. Ру (25507)
189. Ружмон (25505)
190. Ружмонто (25506)
191. Рулан (25508)
192. Рюре (25511)
193. Рюффе-ле-Шато (25510)
194. Самсон (25528)
195. Сандре (25107)
196. Сара (25533)
197. Се-Мезьєр (25537)
198. Сен-Віт (25527)
199. Сен-Жуан (25520)
200. Сен-Ілер (25518)
201. Сент-Анн (25513)
202. Сервен (25544)
203. Серр-ле-Сапен (25542)
204. Сессе (25109)
205. Сешен (25538)
206. Сіє-Амансе (25545)
207. Сіє-Блефон (25546)
208. Сованьє (25536)
209. Соль (25535)
210. Сон (25532)
211. Таллан (25556)
212. Таллене (25557)
213. Тарсене-Фушран (25558)
214. Тіз (25560)
215. Торез (25561)
216. Торп (25564)
217. Трепо (25569)
218. Трессандан (25570)
219. Труван (25572)
220. Турнан (25567)
221. Тюре-ле-Мон (25563)
222. Уньє-Дуво (25439)
223. Феррієр-ле-Буа (25235)
224. Фертан (25236)
225. Флаже (25241)
226. Флаже-Риньє (25242)
227. Фонтен (25245)
228. Фонтенель-Монбі (25247)
229. Фонтенотт (25249)
230. Фране (25257)
231. Франуа (25258)
232. Фур (25253)
233. Фурбанн (25251)
234. Шалез (25111)
235. Шалезель (25112)
236. Шамван-ле-Мулен (25119)
237. Шампаньє (25115)
238. Шамплів (25116)
239. Шампу (25117)
240. Шантран (25120)
241. Шарне (25126)
242. Шассань-Сен-Дені (25129)
243. Шатійон-Гюїотт (25132)
244. Шатійон-ле-Дюк (25133)
245. Шатов'є-ле-Фоссе (25130)
246. Ше (25143)
247. Шевіньє-сюр-л'Оньон (25150)
248. Шевро (25153)
249. Шемоден-е-Во (25147)
250. Шенесе-Бюйон (25149)
251. Шосенн (25136)
252. Шузло (25154)
253. Юанн-Монмартен (25310)
254. Юзель (25574)